# Jonas Thesei Ignæus
Jonas Thesei Ignæus, född 1597, död 1648, var en svensk präst. 

## Biografi
Jonas Ignæus föddes 1597 och son till syndicus Thes Larsson i Vadstena. Barnen tog namnet Ignæus efter faderns födelseort Eldsby. Ignæus blev 1619 student vid Uppsala universitet och prästvigdes 1625. Han blev 1629 kyrkoherde i Linderås församling. Ignæus blev illa slagen av tullbetjäningen i Vadstena och avled 1648.
År 1637 brann prästgårdens i Linderås ner på grund av en vådeld. Han fick som hjälp 2 mars 1638 utjorden Källmarken (Kattnacka) av drottning Kristina.

### Familj
Ignæus var gift.